# Ítalo Díaz
Ítalo Andrés Díaz Muñoz (Santiago, Chile, 21 de junio de 1971) es un exfutbolista y actual entrenador chileno. Jugaba de defensa y militó en diversos clubes de Chile. Es padre de los futbolistas profesionales Paulo Díaz y Nicolás Díaz.

## Trayectoria
Díaz debutó en 1992 defendiendo a Deportes Santa Cruz, en ese entonces equipo de la Segunda División (actual Primera B). Sus buenas actuaciones allí lo llevaron a equipos de Primera como Provincial Osorno y Audax Italiano.
En 2001 firmó por Cobreloa, en la que fue su mejor temporada, disputando la Copa Libertadores 2001 y clasificando junto a Boca Juniors, a los octavos de finsl, en donde fueron eliminados por Rosario Central.
Después de eso, pasó por varios clubes nacionales sin mayor éxito. En 2006 fichó por Curicó Unido, pero no llegó a jugar, ya que fue despedido en la pretemporada por diferencias con la directiva. Luego, no volvió a jugar, hasta que en 2009, tras participar en algunos partidos con la camiseta de Huachipato, se retiró definitivamente. 

## Selección nacional
Su buen rendimiento en Cobreloa le valió ser nominado por Pedro García a la Selección chilena, el año 2001. El 24 de abril de ese año fue titular en el encuentro contra Uruguay, por las Clasificatorias para el Mundial 2002. En aquel partido, jugado en el Estadio Nacional de Chile, Díaz convirtió un autogol, y el duelo acabó 1-0 favorable a los uruguayos, el día en que Chile quedó matemáticamente sin posibilidades de clasificar al Mundial. Esta fue la única vez que fue nominado para la selección.

### Participaciones en Clasificatorias a Copas del Mundo
| Eliminatorias                    | Resultado | Posición | Partidos Jugados |
| -------------------------------- | --------- | -------- | ---------------- |
| Eliminatorias Corea y Japón 2002 | Eliminado | 10º      | 1                |

### Partidos internacionales
| 1     | 11 de abril de 2001 | Estadio Tecnológico, Monterrey, México | México     | 1-0 | Chile   |   |  | Pedro García | Amistoso                         |
| 2     | 24 de abril de 2001 | Estadio Nacional, Santiago, Chile      | Chile      | 0-1 | Uruguay |   |  | Pedro García | Clasificatorias Corea-Japón 2002 |
| Total | Total               | Total                                  | Presencias | 2   | Goles   | 0 |  |              |                                  |

| Selección chilena | Selección chilena | Selección chilena |
| Año               | Partidos          | Goles             |
| ----------------- | ----------------- | ----------------- |
| 2001              | 2                 | 0                 |
| Total             | 2                 | 0                 |

## Clubes

### Como jugador
| Club                | País  | Año       |
| ------------------- | ----- | --------- |
| Deportes Santa Cruz | Chile | 1992-1994 |
| Provincial Osorno   | Chile | 1995-1998 |
| Audax Italiano      | Chile | 1999-2000 |
| Cobreloa            | Chile | 2001      |
| Coquimbo Unido      | Chile | 2002-2003 |
| Santiago Morning    | Chile | 2004      |
| Magallanes          | Chile | 2005      |
| Deportes Melipilla  | Chile | 2005      |
| Curicó Unido        | Chile | 2006      |
| Huachipato          | Chile | 2009      |

### Como entrenador
| Club                | País  | Año  |
| ------------------- | ----- | ---- |
| Deportes Santa Cruz | Chile | 2007 |
| Deportes Linares    | Chile | 2008 |
| San Antonio Unido   | Chile | 2010 |
| Deportes Santa Cruz | Chile | 2013 |